# Ernst Lohmann (Verwaltungsjurist)
Ernst Heinrich Rudolf Lohmann (* 20. Juni 1863 in Hannover; † 18. Dezember 1941 in Gadderbaum) war ein deutscher Verwaltungsjurist, zuletzt Präsident des Landeskonsistoriums in Hannover.

## Leben
Lohmann, ein Sohn von Theodor Lohmann, besuchte die Schule in Hannover, Minden und Berlin, wo er 1882 am Wilhelms-Gymnasium das Abitur ablegte. Nach dem Studium der Rechtswissenschaften an der Universität Göttingen wurde er Referendar in Lübbenau, Berlin, Danzig und ab 1889 Regierungsreferendar in Halberstadt. Er leistete seine Wehrpflicht als Einjährig-Freiwilliger im 5. Badischen Infanterie-Regiment Nr. 113 in Freiburg im Breisgau und kam im Herbst 1890 als Assessor an das Landratsamt in Siegen. 1892 erhielt er eine Anstellung als Hilfsarbeiter im Reichsamt des Innern in Berlin.
1895 wurde Lohmann zum Landrat des Kreises Bersenbrück ernannt, wo er bis 1901 blieb. 1901 wurde er als Vortragender Rat wieder in das Reichsamt des Innern berufen. Zuletzt war er als Geheimer Oberregierungsrat tätig, bevor er 1907 als Kammerpräsident in den Dienst des Fürsten Christian-Ernst zu Stolberg-Wernigerode wechselte. In dieser Funktion bewohnte er mit seiner Familie, wozu die Ehefrau Margarethe, geb. Vogler und drei Töchter (darunter Hilde) und zwei Söhne Walter und Werner gehörten, das jetzige Erbprinzenpalais in den Lindenallee in Wernigerode. 1921 folgte er dem Ruf als Präsident des Landeskonsistoriums in Hannover und Kurator des Klosters Loccum, wo er bis zum 61. Lebensjahr 1924 wirkte. In Wernigerode, wo er die Villa Schülerstraße 6 erworben hatte, setzte er sich zur Ruhe. Er erlag bei einem Erholungsaufenthalt im Gadderbaumer Ortsteil Bethel, heute Bielefeld, einem Schlaganfall.
Seine Beisetzung erfolgte am 22. Dezember 1941 auf dem Theobaldi-Friedhof in Wernigerode.